# Triumfetta parviflora
Triumfetta parviflora är en malvaväxtart som beskrevs av George Bentham. Triumfetta parviflora ingår i släktet triumfettor, och familjen malvaväxter. Inga underarter finns listade i Catalogue of Life.